# Дарг-Кох
Да́рг-Ко́х (осет. Даргъкъох, Хъахъхъæдур) — село в Кировском районе республики Северная Осетия — Алания. Административный центр Дарг-Кохского сельского поселения.

## География
Селение расположено в восточной части Кировского района, на правом берегу реки Камбилеевка. Находится в 14 км к юго-востоку от районного центра Эльхотово и в 40 км к северо-западу от Владикавказа. Площадь сельского поселения составляет — 21,65 км2. 
Граничит с землями населённых пунктов: Карджин на западе, Заманкул на северо-востоке и Брут на востоке.
Населённый пункт расположен в предгорной зоне. Средние высоты сельского поселения составляют 388 метров над уровнем моря. К северу от села возвышается южной склон Кабардино-Сунженского хребта. На юге расположена межгорная Осетинская равнина. 
Гидрографическая сеть представлена реками — Камбилеевка, которая чуть западнее села впадает в Терек.

## История
Селение основано в 1842 году переселенцами из села Какадур в Даргавском ущелье, и также первоначально называлось Какадур. Меняя несколько раз своё местоположение, переселенцы окончательно обосновались на своём нынешнем месте в 1846 году. Тогда же селу и было дано современное название — Дарг-Кох, что в переводе с осетинского языка означает — «длинная роща».
В 1850 году в селе было 49 дворов с численностью населения в 389 человек. В последующем в селе также осели переселенцы из горного села Редант и близлежащего села Брут. Таким образом в конце XIX века, в селе уже числилось 449 дворов.
В 1938—1956 годах Дарг-Кох был центром Даргкохского района.

## Население
| 1939  | 2002  | 2010  | 2011  | 2012  | 2013  | 2014  |
| ----- | ----- | ----- | ----- | ----- | ----- | ----- |
| 2689  | ↘1951 | ↗2163 | ↗2164 | ↘2162 | ↘2147 | ↘2140 |
| 2015  | 2016  | 2017  | 2018  | 2019  | 2020  | 2021  |
| ↘2130 | ↗2139 | ↗2154 | ↗2166 | ↘2164 | ↘2160 | ↘2123 |
| 2023  | 2024  |       |       |       |       |       |
| ↘2117 | ↘2100 |       |       |       |       |       |

Плотность — 97 чел./км2.
Национальный состав
По данным Всероссийской переписи населения 2010 года.
| Народ   | Численность, чел. | Доля от всего населения, % |
| ------- | ----------------- | -------------------------- |
| осетины | 2 095             | 96,9 %                     |
| русские | 41                | 1,9 %                      |
| другие  | 27                | 1,2 %                      |
| всего   | 2 163             | 100 %                      |

## Известные уроженцы
- Бтемиров, Иван Хасакоевич (1909–1990) — партийный деятель, Герой Социалистического Труда.
- Габисов Камболат Ибрагимович (1930) — заслуженный тренер СССР по вольной борьбе, мастер спорта.
- Рамонов Евгений Давидович (1890–1950) — комиссар здравоохранения Горской республики, ученый секретарь биологического отделения АН СССР.
- Созанов Валерий Гаврилович (1953) — доктор технических наук, кандидат физико-математических наук, профессор.

## Инфраструктура
- Средняя школа
- Детский сад «Теремок»
- Дом культуры

## Улицы
| Артезианская |
| Дигуровых    |
| Каллаговых   |
| Колхозный    |

| Коцоева |
| Ленина  |
| Мира    |

| Полевой   |
| Революции |
| Школьный  |